# Peperomia cordovana
Peperomia cordovana är en pepparväxtart som beskrevs av C. Dc.. Peperomia cordovana ingår i släktet peperomior, och familjen pepparväxter. Inga underarter finns listade i Catalogue of Life.